# 12702 Panamarenko
12702 Panamarenko este un asteroid din centura principală de asteroizi.

## Descriere
12702 Panamarenko este un asteroid din centura principală de asteroizi. A fost descoperit pe 22 septembrie 1990 la Observatorul La Silla de Eric Walter Elst. Asteroidul prezintă o orbită caracterizată de o semiaxă mare de 2,55 ua, o excentricitate de 0,17 și o înclinație de 2,1° în raport cu ecliptica.